# Godardia niepelti
Godardia niepelti är en fjärilsart som beskrevs av Felix Bryk 1939. Godardia niepelti ingår i släktet Godardia och familjen praktfjärilar. Inga underarter finns listade i Catalogue of Life.